# Bisdom Great Falls-Billings

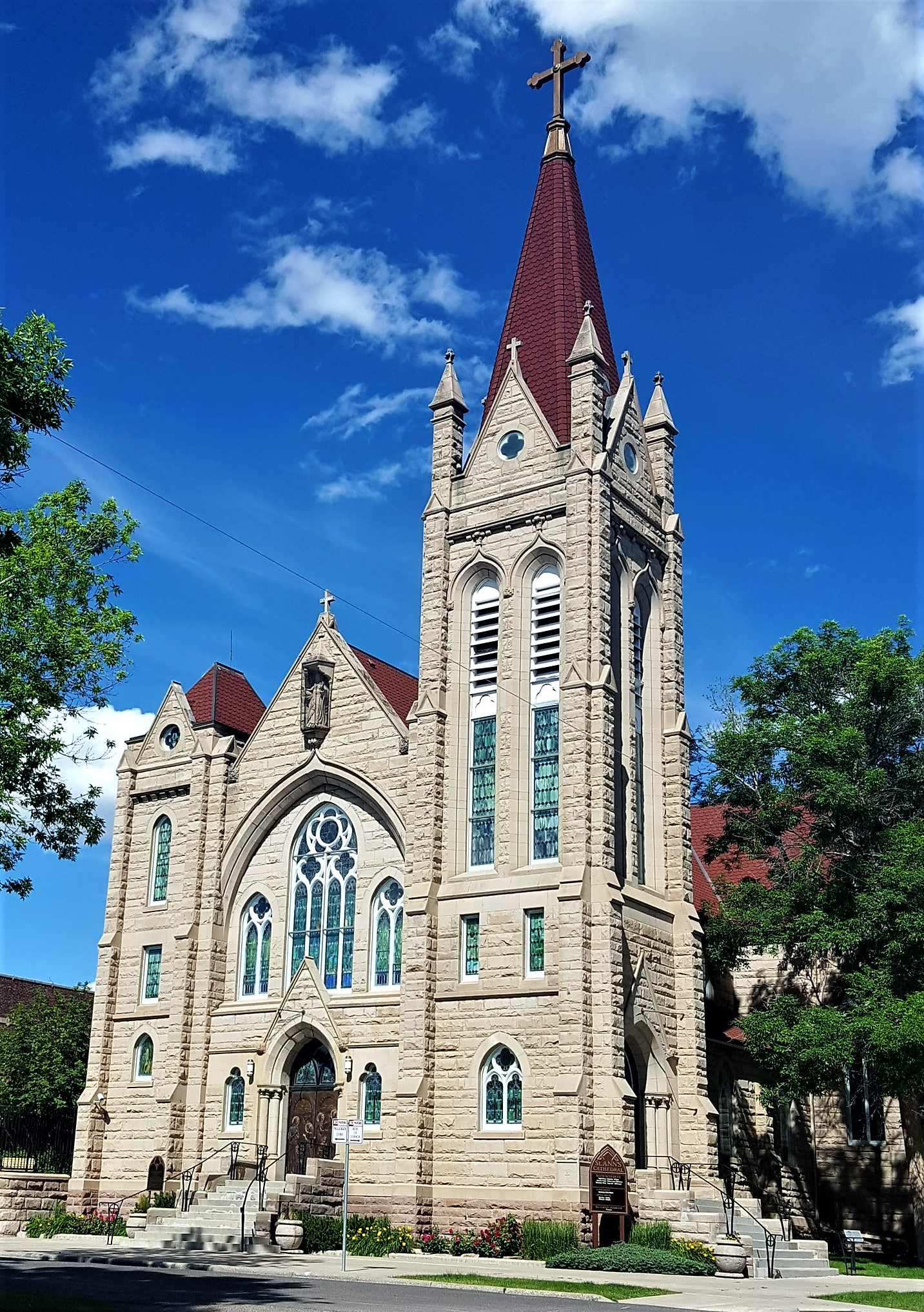
Sint-Annakathedraal van Great Falls

Het bisdom Great Falls-Billings (Latijn: Dioecesis Magnocataractensis-Billingensis; Engels: Diocese of Great Falls-Billings) is een rooms-katholiek bisdom dat behoort tot de kerkprovincie Portland. 
Het bisdom telde in 2019 49 parochies. In 2019 woonden er 405.200 mensen in het bisdom, waarvan 9,2% katholiek was.

## Geschiedenis
Oorspronkelijk was het bisdom een deel van het bisdom Helena, het bisdom van de staat Montana. Op 18 mei 1904 creëerde Paus Pius X het nieuwe bisdom Great Falls of Dioecesis Great-Ormensis. In 1980 kreeg het bisdom zijn nieuwe naam. De hoofdkathedraal is de St. Ann's Cathedral in Great Falls (Montana) en de bij-kathedraal is de St. Patrick's Co-Cathedral in Billings (Montana).
In 2017 kreeg het bisdom te maken met meer dan 400 rechtszaken over mogelijk seksueel misbruik. Op 31 maart 2017, slechts enkele weken voordat de eerste processen voor seksueel misbruik zouden beginnen, vroeg het bisdom het faillissement aan om zichzelf te beschermen tegen schikkingen in deze gevallen.

## Bisschoppen
- Mathias Clement Lenihan (1904-1930)
- Edwin Vincent O'Hara (1930-1939)
- William Joseph Condon (1939-1967)
- Eldon Bernard Schuster (1967-1977)
- Thomas Joseph Murphy (1978-1987)
- Anthony Michael Milone (1987- 2006)
- Michael William Warfel (2007-2023)
- Jeffrey Michael Fleming (2023-)